# مدیکال اسپرینگز (اورگن)
مدیکال اسپرینگز (به انگلیسی: Medical Springs) یک منطقهٔ مسکونی در ایالات متحده آمریکا است که در اورگن واقع شده‌است. مدیکال اسپرینگز ۱٬۰۳۵ متر بالاتر از سطح دریا واقع شده‌است.